# In the Beginning (Roy Buchanan)
In the Beginning è un album di Roy Buchanan, pubblicato dalla Polydor Records nel 1974.
Il disco in Europa fu pubblicato con il titolo di Rescue Me.

## Tracce
Lato A
1. Rescue Me – 3:22 (Carl Smith, Raynard Miner)
2. I'm a Ram – 3:28 (Mabon Hodges, Albert Greene)
3. In the Beginning – 2:22 (Roy Buchanan)
4. CC Ryder – 6:03 (Tradizionale, arrangiamento di Roy Buchanan)

Durata totale: 15:15
Lato B
1. Country Preacher – 3:28 (Joe Zawinul)
2. You're Killing My Love – 4:36 (Mike Bloomfield, Nick Gravenites)
3. She Can't Say No – 5:28 (Bill Sheffield)
4. Wayfairing Pilgrim – 5:07 (Roy Buchanan, Ed Freeman)

Durata totale: 18:39

## Formazione
- Roy Buchanan - chitarra
- Bill Sheffield - voce
- Neil Larsen - tastiere, arrangiamenti
- Kenny Tibbetts - basso
- Bill Stewart - batteria
- Greg Adams - tromba, arrangiamenti strumenti a fiato
- Lenny Pickett - sassofono alto, sassofono tenore (solo)
- Mimi Castillo - sassofono tenore
- Mic Gillette - tromba, trombone
- Stephen Kupka - sassofono baritono

Musicisti aggiunti
- Armando Peraza - congas
- Jim Rameyn - sintetizzatore programming
- Tom Flye - tamburello
- Ed Freeman - tastiere
- Venetta Fields - accompagnamento vocale, coro
- Carlena Williams - accompagnamento vocale, coro

Note aggiuntive
- Ed Freeman - produttore
- Registrazion effettuata al The Record Plant di Sausalito, California, estate 1974
- Tom Flye - ingegnere del suono
- Bob Edwards - ingegnere del suono
- Kurt Kinzel - ingegnere del suono